# Nemoleon kituanus
Nemoleon kituanus is een insect uit de familie van de mierenleeuwen (Myrmeleontidae), die tot de orde netvleugeligen (Neuroptera) behoort. 
Nemoleon kituanus is voor het eerst wetenschappelijk beschreven door Kolbe in 1897.